# Acourtia scapiformis
Acourtia scapiformis là một loài thực vật có hoa trong họ Cúc. Loài này được (Bacig.) B.L.Turner mô tả khoa học đầu tiên năm 1978.